# Callicebus
Callicebus ist eine Affengattung aus der Unterfamilie der Springaffen (Callicebinae). Der wissenschaftliche Name setzt sich aus „Calli“ (Gr.: „kalos“ = schön) und „Cebus“ (früher allgemein für langschwänzige südamerikanische Affen verwendeter Gattungsname) zusammen.

## Merkmale
Im Vergleich zu anderen Springaffenarten sind die Callicebus-Arten relativ groß. Es sind meist graue, hellbraune oder ockerfarbene Tiere mit dunklem Gesicht, Ohren und dunklen Händen und Füßen. Die Schwanz hat die Farbe des übrigen Körpers oder ist rötlich. Das Rückenhaar ist zottig und wollig und oft agutiähnlich durch zwei bis vier dunkle Bänder geringelt. Dadurch kann der Rücken ein streifiges Erscheinungsbild haben. Die Oberfläche der oberen Backenzähne ist sehr uneben und haben unter allen Springaffenbackenzähnen die größte Anzahl von Höckern.

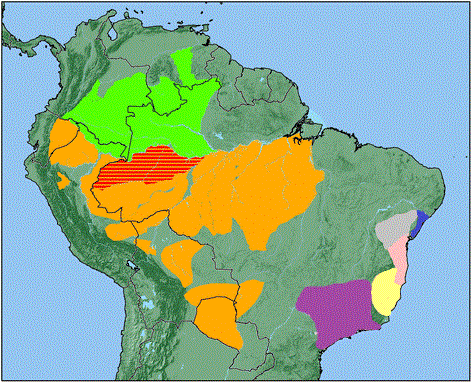
Die Verbreitungsgebiete der Callicebus-Arten im südöstlichen Brasilien:
Coimbra-Springaffe
Nordbahia-Springaffe
Südbahia-Springaffe
Maskenspringaffe
Schwarzstirn-Springaffe
Gattung Cheracebus
Gattung Plecturocebus
rot gestrichelt – Überschneidungsgebiet.

## Verbreitung
Callicebus-Arten leben ausschließlich im östlichen Brasilien, im Atlantischen Regenwald und in Waldinseln im Caatinga südlich des Rio São Francisco. Das Verbreitungsgebiet liegt in den Bundesstaaten Bahia, Espírito Santo, Minas Gerais, Rio de Janeiro und São Paulo. Westlich reicht es bis zum Oberlauf des Río Paraná.

## Systematik
Die Gattung Callicebus wurde 1903 durch den britischen Zoologen Oldfield Thomas eingeführt. Ursprünglich gehörten alle Springaffenarten zu dieser Gattung. Im März 2016 wurden zwei weitere Gattungen für die amazonischen Springaffenarten eingeführt, Cheracebus und Plecturocebus. Die Gattung Callicebus umfasst heute nur noch die ehemalige C. personatus-Gruppe. Sie leben als einzige Springaffen in Ost- und Südostbrasilien. Die Trennung der drei Springaffengattungen erfolgte im mittleren und späten Miozän.

## Arten
Zur Gattung Callicebus gehören fünf Arten.
- Nordbahia-Springaffe (Callicebus barbarabrownae)
- Coimbra-Springaffe (Callicebus coimbrai)
- Südbahia-Springaffe (Callicebus melanochir)
- Schwarzstirn-Springaffe (Callicebus nigrifrons)
- Maskenspringaffe (Callicebus personatus)